# 應激
是有機體受到各種內外環境因素刺激下，所出現包括生物的、生理的、心理的非特異性全身反應；此反應可為適應良好（良性应激）或適應不良（恶性应激）。中國大陸稱應激，字面意思就是“應付刺激”、“對刺激產生反應”。刺激則稱為壓力源（stressor），如環境條件改變、威脅、挑戰等生理壓力和心理壓力。

## 对身体的影响
壓力是生物面对威胁的一種正常和適應性的反應，警惕我們準備採取保護措施。適度、短期的壓力可激发人的潛能和提高效率，提升應變能力，過度和長期的壓力會对身体造成不良影响，使人垮掉甚至自杀。慢性或嚴重壓力仍然是幾種精神疾病的常見風險因素。
慢性压力的影响包括：
- 心理上的：焦慮、恐懼、憤怒、抑鬱、充滿失望、心力交瘁等；
- 生理上的：頭痛、失眠、易疲倦、力不從心、腸胃不適、消化不良、容易氣喘、抵抗力弱、容易感冒，荷爾蒙失調，女性經期紊亂等。

## 應對方法
衝突、挫折與矛盾是壓力的主要來源，對壓力的反應包括適應、心理應對，如壓力管理。從長遠來看，痛苦會導致健康狀況下降或疾病傾向增加。在心理學中，因應（coping）是指有意識地控制、減少或容忍壓力和冲突。壓力管理包括旨在使人具備有效應對心理壓力的措施。
常用的压力管理方式，如直面压力，积极主动地提升自己，消除未来潜在的压力源。或降低对自己的过高要求。其他方式包括：保持社交、培养兴趣爱好、做自己喜歡的事、对别人提出的某些要求说“不”、放松冥想、鍛煉規律呼吸等等。

## 壓力生物學
在任何情況下，壓力的發生都需要對引起壓力的刺激有一種感官感知，以及這種刺激到身體的刺激處理區域的神經傳遞。在生物化學水平上的副作用通常是從腺體中釋放壓力激素（stress hormone）和其他分泌物。大腦內分泌相互作用與將壓力轉化為生理和心理變化有關。自主神經系統（ANS）在將壓力轉化為反應方面發揮著重要作用。ANS 對身體壓力源（例如壓力感受）和來自大腦的更高級別的輸入做出反射性反應。
改變生物體環境的刺激會受到體內多個器官系統的響應；在人類和大多數哺乳動物中，自主神經系統和下視丘—垂體—腎上腺軸是對壓力做出反應的兩個主要系統。交感腎上腺髓質（sympathoadrenal medullary，SAM）軸可能通過交感神經系統引發戰鬥或逃跑反應，將能量投入到更相關的身體系統以快速適應壓力，而副交感神經系統則使身體恢復穩態。
交感神經系統的活動驅動了所謂的“戰鬥或逃跑”反應。對緊急情況或壓力的戰鬥或逃跑反應包括瞳孔散大、心率加快和力量收縮、血管收縮、支氣管擴張、糖原分解、糖異生、脂肪分解、出汗、消化系統動力下降、腎上腺髓質分泌腎上腺素和皮質醇，以及膀胱壁鬆弛。副交感神經反應，“休息和消化”，涉及恢復維持體內平衡，並涉及瞳孔縮小、支氣管收縮，增加消化系統的活動和膀胱壁的收縮。兒童家庭壓力對心理疾病、心血管疾病和適應的影響的保護性和脆弱性因素之間存在複雜的關係。ANS 相關機制,被認為會增加重大壓力事件後心血管疾病的風險。
第二個主要的生理應激反應中心，下視丘—垂體—腎上腺軸，調節皮質醇的釋放，皮質醇影響許多身體功能，如代謝、心理和免疫功能。 這兩個「軸」受幾個大腦區域的調節，包括邊緣系統、前額葉皮層、杏仁核、下丘腦和紋狀體。透過這些機制，壓力可以改變記憶功能、犒賞系統、免疫功能、新陳代謝和疾病易感性（susceptibility）。
一项研究表明，有五種類型的壓力，標記為“急性時間限制壓力源”、“短暫的自然壓力源”、“壓力事件序列”、“慢性壓力源”和“遠距離壓力源”。急性限時壓力源涉及短期挑戰；短暫的自然壓力源涉及正常但具有挑戰性的事件；壓力事件序列是發生的壓力源，然後在不久的將來繼續產生壓力；慢性壓力源涉及暴露於長期壓力源；遠距離壓力源是非即時壓力源。
壓力可能嚴重影響免疫系統。交感神經系統支配各種免疫結構，如骨髓和脾臟，使其能夠調節免疫功能。交感神經系統釋放的腎上腺素物質也可以結合併影響各種免疫細胞，進一步提供系統之間的聯繫。HPA軸最終導致皮質醇的釋放，皮質醇通常具有免疫抑制作用。然而，壓力對免疫系統的影響是有爭議的，並且已經提出了各種模型以試圖解釋所謂的“免疫缺陷”相關疾病和涉及免疫系統過度激活的疾病。提出來解釋這一點的一個模型表明，推動細胞免疫（Th1）和體液免疫失衡(Th2)。擬議的不平衡涉及 Th2 系統的過度活躍，導致某些形式的免疫超敏反應，同時也增加了與免疫系統功能下降相關的某些疾病的風險，例如感染和癌症。